# Cornops dorsatum
Cornops dorsatum är en insektsart som först beskrevs av Bruner, L. 1911.  Cornops dorsatum ingår i släktet Cornops och familjen gräshoppor. Inga underarter finns listade i Catalogue of Life.